# Campeonato Mundial de Esgrima de 1982
El XLVI Campeonato Mundial de Esgrima se celebró en Roma (Italia) entre el 15 y el 24 de julio de 1982 bajo la organización de la Federación Internacional de Esgrima (FIE) y la Federación Italiana de Esgrima.

## Medallistas

### Masculino
| Evento              | Oro                                                                                     | Plata                                                                                                | Bronce                                                                               |
| ------------------- | --------------------------------------------------------------------------------------- | --- | ------------------------------------------------------------------------------------ |
| Florete individual  | Alexandr Romankov URSS                                                                  | Mauro Numa · Italia                                                                                  | Federico Cervi · Italia                                                              |
| Florete por equipos | Alexandr Romankov Vladimer Aptsiauri Yuri Lykov Vladimir Logvin URSS                    | Didier Flament Pascal Jolyot Frédéric Pietruszka Philippe Omnès Patrick Groc Francia                 | Federico Cervi · Andrea Borella · Angelo Scuri · Mauro Numa · Carlo Montano · Italia |
| Espada individual   | Jenő Pap · Hungría                                                                      | Philippe Riboud Francia                                                                              | Ernő Kolczonay · Hungría                                                             |
| Espada por equipos  | Olivier Lenglet Philippe Boisse Michel Salesse Philippe Riboud Francia                  | Daniel Giger · Olivier Carrard · Gabriel Nigon · Patrice Gaille · Michel Poffet · Suiza              | Ernő Kolczonay · Jenő Pap · Zoltán Székely · István Gelley · Péter Takács · Hungría  |
| Sable individual    | Viktor Krovopuskov URSS                                                                 | Andrei Alshan URSS                                                                                   | Imre Gedővári · Hungría                                                              |
| Sable por equipos   | Imre Gedővári · Pál Gerevich · György Nébald · Zoltán Nagyházi · Imre Bujdosó · Hungría | Giovanni Scalzo · Michele Maffei · Ferdinando Meglio · Gianfranco Dalla Barba · Marco Marin · Italia | Serguei Kazokin Andrei Alshan Viktor Krovopuskov Mijail Burtsev URSS                 |

### Femenino
| Evento              | Oro                                                                                                | Plata                                                                                              | Bronce                                                                            |
| ------------------- | -------------------------------------------------------------------------------------------------- | -------------------------------------------------------------------------------------------------- | --------------------------------------------------------------------------------- |
| Florete individual  | Nailia Guiliazova URSS                                                                             | Dorina Vaccaroni · Italia                                                                          | Mandy Niklaus RDA                                                                 |
| Florete por equipos | Dorina Vaccaroni · Carola Cicconetti · Anna Sparaciari · Clara Mochi · Margherita Zalaffi · Italia | Edit Kovács · Zsuzsanna Szőcs · Magda Maros · Gertrúd Stefanek · Ildikó Schwarczenberger · Hungría | Cornelia Hanisch Ingrid Losert Sabine Bischoff Gudrun Lotter Christiane Weber RFA |

## Medallero
| Núm. | País    | Oro | Plata | Bronce | Total |
| ---- | ------- | --- | ----- | ------ | ----- |
| 1    | URSS    | 4   | 1     | 1      | 6     |
| 2    | Hungría | 2   | 1     | 3      | 6     |
| 3    | Italia  | 1   | 3     | 2      | 6     |
| 4    | Francia | 1   | 2     | 0      | 3     |
| 5    | Suiza   | 0   | 1     | 0      | 1     |
| 6    | RFA     | 0   | 0     | 1      | 1     |
| 6    | RDA     | 0   | 0     | 1      | 1     |
|      | TOTAL   | 8   | 8     | 8      | 24    |